# El Parany (Tagamanent)
El Parany és una muntanya de 1.152 metres que es troba al municipi de Tagamanent, a la comarca del Vallès Oriental.
Al cim podem trobar-hi un vèrtex geodèsic (referència 293109001).